# Købekraft
Købekraft betegner den værdi, som en bestemt pengesum har, målt som den varemængde, man kan købe for beløbet. Begrebet betegner dermed også i bredere forstand forbrugernes evne til at købe varer for deres nominelle indkomst på et bestemt tidspunkt. Købekraften vil blandt andet ændre sig som følge af inflation og ændringer i valutakursen. Begrebet bruges især ved sammenligning af beløb i forskellige valutaer. Det spiller således en vigtig rolle i internationale sammenligninger af indkomst og levestandard i forskellige lande.

## Købekraftsparitet
Ifølge teorien om købekraftsparitet, der i 1921 blev udviklet og systematiseret af den svenske økonom Gustav Cassel, udvikler valutakurserne sig således, at den mængde varer, man kan købe i et land for et bestemt pengebeløb, vil svare til den samme mængde varer, som man kan købe i et andet land, hvis man veksler beløbet til det pågældende lands valuta. Valutakurserne vil altså direkte afspejle den relative købekraft af de forskellige landes møntsorter. Det vil være tilfældet, hvis alle varer er internationalt handlede, og der er fuldkommen konkurrence på markederne. Dette indebærer blandt andet, at der ikke er transaktionsomkostninger.
I praksis er der imidlertid ikke købekraftsparitet mellem forskellige landes valutaer. Med de gældende valutakurser kan varerne i et land enten være meget billige eller meget dyre i forhold til de samme varer i andre lande. Man regner derfor normalt med, at teorien i bedste fald gælder som en ligevægtsskabende tendens på længere sigt, mens der på hvert enkelt tidspunkt sagtens kan være både store afvigelser og svingninger i valutakurserne i forhold til deres købekraft.
Det såkaldte Big Mac index, udarbejdet af det britiske magasin The Economist, illustrerer på en simpel måde (den manglende) købekraftsparitet, som sammenligner prisen på en Big Mac i forskellige lande, omregnet til amerikanske dollar ved hjælp af nominelle valutakurser. Hvis der var købekraftsparitet, ville prisen være den samme, men i virkelighedens verden er der store afvigelser mellem prisen i forskellige lande.

## Købekraftskorrektioner
Den manglende købekraftsparitet skaber et behov for at lave korrektioner for købekraften, når man sammenligner levestandarden i forskellige lande, f.eks. i internationale opgørelser over fattige og rige lande. Dette er vanskeligt at gøre præcist, fordi det ofte er sådan, at nogle varer i et land er relativt billige i forhold til situationen i andre lande, mens nogle varer er relativt dyre. Derfor er der problemer forbundet med at konstruere et retvisende indeks til international sammenligning af valutaernes købekraft. Internationale organisationer benytter alligevel som standard sådanne metoder, når de udarbejder statistik, som skal være internationalt sammenlignelig. Således anvender OECD sin egen version af købekraftsomregning, kaldet Purchasing Power Parity og forkortet PPP.
Det kan gøre en mærkbar forskel, om man anvender almindelige nominelle valutakurser eller købekraftskorrigerede kurser i sammenligninger af forskellige landes forhold. I Verdensbankens opgørelse af niveauet for bruttonationalindkomsten pr. capita i verdens lande i 2021 var Danmark således det ottenderigeste land opgjort ved (udglattede) valutakurser, mens landet var nr. 13, når man anvendte købekraftskorrigerede enheder (såkaldte "internationale dollar").

## Andre anvendelser
Begrebet købekraft anvendes også i andre sammenhænge. Eksempelvis kan man sammenveje en befolkningsgruppes indkomst og formue for at få et samlet billede af dens købekraft. I denne forbindelse vil man ofte i stedet anvende udtrykket forbrugsmulighed.